# Маис (село)
Маис — село Никольского района Пензенской области. Административный центр Маисского сельсовета.

## География
Находится в северо-восточной части Пензенской области на расстоянии приблизительно 16 км на север по прямой от районного центра города Никольск, на левом берегу реки Маис и Инзы.

## История
Основано во второй половине XVII века выборного полка солдатами (с 1708 года — пахотные солдаты), нёсшими службу на Симбирско-Карсунской черте, как Слобода Маиская.
В 1782 году село Архангельское (Маис) Городищенского уезда, 112 дворов, две церкви деревянные: Архангела Михаила и Димитрия, митрополита Ростовского; 3 дома господских, винокуренный завод, парусинная фабрика.
В середине XIX века проходили ежегодно 3 ярмарки, воскресные базары, церковь, школа, постоялый двор, работали солодовня, винокуренный и поташный заводы. Со второй половины XIX века — центр волости Городищенского уезда.
В 1881 году построен каменный храм во имя Михаила Архангела.
В 1911 году церковь, земская школа, 4 водяные мельницы, 2 валяльных заведения, синильня, 13 кузниц, 3 кирпичных сарая, 14 пекарен, трактир, 23 лавки, лесопильный завод.
В советское время действовал колхоз имени Сталина и совхоз «Маисский».
В 2004 году — 405 хозяйств. Имеется железнодорожная станция.

## Население
Численность населения: 987 человек (1782), 1390 (1864), 1689 (1877), 1885 (1897), 2258 (1911), 2560 (1926), 1934 (1930), 1171 (1959), 993 (1970), 1000 (1989), 1093 (1996). Население составляло 970 человек (русские 92 %) в 2002 году, 957 — в 2010.